# Bataille du lac Trasimène
Pour les articles homonymes, voir Trasimène.
Deuxième guerre punique
Batailles
219 av. J.-C. : Sagonte
218 av. J.-C. : Rhône, Cissa, Tessin, La Trébie
217 av. J.-C. : Victumulae, Plaisance, Èbre, Lac Trasimène, Geronium
216 av. J.-C. : Cannes, Selva Litana, Nola (1re)
215 av. J.-C. : Cornus, Dertosa, Nola (2e)
214 av. J.-C. : Nola (3e) 
 213 av. J.-C. : Syracuse
212 av. J.-C. : Capoue (1re), Silarus, Herdonia(1re)
 211 av. J.-C. : Bétis, Capoue (2e)
210 av. J.-C. : Herdonia (2e), Numistro
209 av. J.-C. : Asculum, Carthagène
208 av. J.-C. : Baecula
207 av. J.-C. : Grumentum, Métaure
206 av. J.-C. : Ilipa, Carthagène (2e) (ca)
204 av. J.-C. : Crotone
203 av. J.-C. : Utique, Grandes Plaines
202 av. J.-C. : Zama
La bataille du lac Trasimène du 21 juin 217 av. J.-C. est une bataille-clé de la deuxième guerre punique et oppose les troupes romaines du consul Flaminius à l'armée carthaginoise commandée par Hannibal Barca, qui prend ses adversaires dans une embuscade et leur inflige une sévère défaite.
Alors qu’Hannibal Barca vient d'envahir le Nord de la Péninsule italienne, infligeant deux défaites à l'armée romaine, cette dernière décide d'engager une bataille qu'elle espère décisive. L'armée romaine se lance donc à la poursuite d'Hannibal : dans un premier temps, le camp romain s'installe pour la nuit dans le vallon du lac de Trasimène. Au matin, dans la brume, l'armée romaine se remet en formation de marche : les chariots de vivres au milieu, les soldats en marche sur les côtés, et les gradés en tête de marche. Mais Hannibal et ses troupes ont pris position sur les flancs des collines, en hauteur, et se lancent à l'assaut du convoi romain. Le consul romain et les gradés meurent les premiers. De ce fait, le commun des soldats, totalement désorganisé, ne voit pas d'où vient l'attaque et les fantassins romains sont taillés en pièces, nombre d'entre eux tentant de fuir sans organisation. Certains sont tués, d'autres tentent de s'enfuir par le lac et coulent du fait de leur armement, ou y demeurent enlisés, tandis que certains parviennent à s'enfuir.
Hannibal décide de poursuivre les fuyards, qu'il fait rapidement prisonniers, faisant enchaîner les Romains et relâchant les alliés de Rome afin de les encourager à casser leur alliance : en effet, la tactique d'Hannibal est de se présenter comme ne faisant pas la guerre aux peuples italiques, mais uniquement à Rome. D'autres fuyards isolés rejoignent Rome à pied et racontent l'écrasante défaite. L'élite militaire de Rome est décimée.
Pourtant, Hannibal choisit de ne pas partir à l'assaut de cette « Rome abattue » car, malgré les regrets et critiques, il sait qu'il ne dispose pas d'armes de siège et que l'attaque de Rome impliquera un très long siège. Il aurait lui-même rapidement à faire face aux problèmes d'approvisionnement. Pendant ce temps, des armées alliées de Rome auraient à leur tour eu le champ libre pour s'organiser et l'attaquer. La guerre de mouvement continua donc.

## Sources
Les Histoires de Polybe constituent une œuvre littéraire rédigée en grec, partiellement conservée dont le but original (annoncé par Polybe dès l'introduction) est de savoir comment et grâce à quel gouvernement l’État romain a pu étendre une si large domination en moins de cinquante-trois ans (de 220, début de la deuxième guerre punique à 168, fin de la troisième guerre de Macédoine). Le livre III traite plus particulièrement de trois domaines : de Polybe lui-même, de Carthage punique avec son histoire et sa civilisation et en dernier des guerres puniques et notamment de celle qui fut souvent appelé par les historiens de langue grecque la « guerre d’Hannibal ». La bataille du lac de Trasimène au printemps 217, opposant Romains et Carthaginois, est à la fois une manifestation du génie manœuvrier d’Hannibal mettant à bien son projet d’invasion de l’Italie, mais aussi un symbole de la volonté des Romains de lutter malgré tout contre l’envahisseur.

## Portraits des deux généraux

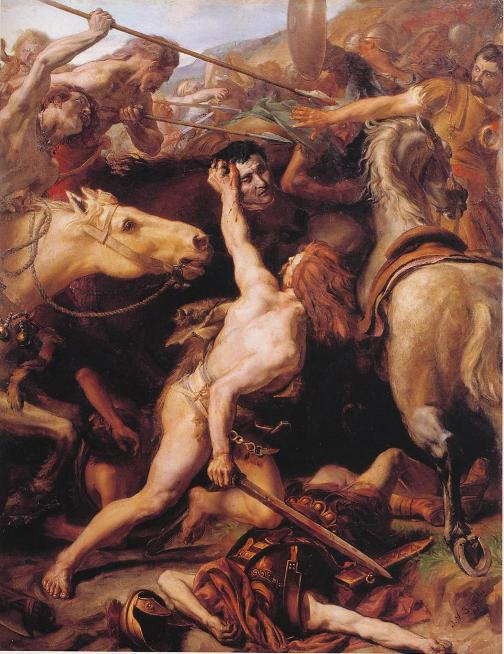
Le Gaulois Ducar décapite le général romain Flaminius à la bataille de Trasimène. Béziers (Languedoc-Roussillon).

### Caius Flaminius
Flaminius, en 232, est tribun de la plèbe et en profite pour faire passer une loi agraire en faveur du partage des terres conquises sur les Senones dans le Picenum. Deux années plus tard il devient préteur, et il a la charge de la Sicile qu’il administre avec une grande intégrité. En 223 il devient consul et, ayant vaincu les Gaulois du nord de l’Italie, il obtient le triomphe. En 220, il devient censeur puis pour la seconde fois il reprend la fonction de consul en 217 et partage le pouvoir avec Cnæus Servilius Geminus.
Au début de son second consulat il prend ses quartiers à Arezzo (Arretium) pour protéger l’Étrurie, il y commande deux légions et des troupes alliées. À l’approche du lac de Trasimène, il sait que les Carthaginois le devancent et qu’ils ont pour destination Rome. Il prend des décisions hâtives, persuadé de bénéficier de la connaissance du terrain. Il considère inévitable l'affrontement avec ses ennemis, puisqu'il faut nécessairement ralentir leur course. Mais sur ce point, il s'oppose à ses officiers qui préfèrent attendre Cnæus Servilius Geminus et ses troupes. Les choix et la précipitation de Flaminius seront parmi les causes du désastre.
Flaminius avait déjà la réputation d’être impétueux, infatué de lui-même et plus audacieux qu’intelligent. Polybe parle d’une « apparition inattendue », et d'autres auteurs (dont Tite-Live) ont pu mettre en avant l’impatience de Flaminius à aller combattre, oubliant de se soumettre à des règles élémentaires telles qu'envoyer des éclaireurs pour examiner les alentours. Aussi, son humiliation et l’atteinte portée à son prestige de chef lui causèrent probablement un grand désespoir, d’autant qu’il ne pouvait rien faire pour redresser la situation, impuissant devant le désastre dont il portait la responsabilité. Au cours du combat qui fit rage pendant près de trois heures, il fit tout de même preuve de beaucoup de courage bien qu’il ne pût y avoir d’issue favorable aux Romains. Il fut tué par un cavalier du nom de Ducarios, souhaitant venger la défaite que Flaminius avait infligée à son peuple en 223 sur les rives du Clusius[réf. nécessaire].

### Hannibal
Hannibal possède un réseau de renseignement très efficace (les Romains découvriront dans leur ville des espions qui s’y cachaient depuis des années). Il prend connaissance avec soin de la topographie aux abords du lac afin d'en tirer profit. On sait aussi qu’il usa d’une ruse étonnante pour conforter Flaminius dans ses suppositions que les troupes carthaginoises se trouvaient bien plus loin qu’en réalité. À cette fin, il fit allumer à la veille de la bataille des feux sur les collines voisines. L’issue de la bataille était liée à un grand nombre de facteurs (le temps, Flaminius, ses alliés) ; si un seul d’entre eux avait fait défaut, Hannibal se serait retrouvé pris à son propre piège. Loin de l'impulsivité, ses grands desseins sont préparés longuement par des méditations solitaires et tout est pesé avec prudence. Beaucoup de contemporains ont admiré en lui le génie tacticien, mais aussi le meneur d’hommes. En effet, il avait réussi à rallier des peuples dont il avait traversé les contrées tels les Gaulois cisalpins, en proposant de les soustraire au joug des Romains, ce qu'on a pu qualifier de stratégie de substitution. Beaucoup de contemporains (grecs et romains) l’ont taxé de cruauté, cependant cela ne semble pas justifié même s’il avait sans doute par son plan « sacrifié » ses soldats gaulois pour préserver sa garde carthaginoise.

## L’embuscade: tactique et déroulement

### Stratégie de l’embuscade
Comme le montre la carte, la plaine bordant le lac forme une véritable souricière. L’étroit défilé au sol plat forme un vallon entre Borghetto (it) et Passignano. Il est enserré entre, au sud, le lac, et au nord, des collines naturellement fortifiées et difficilement accessibles.
Hannibal voyait en ce lieu un piège idéal : une fois les Romains entrés dans le défilé, ils étaient pris au piège. Les Carthaginois passèrent tranquillement la nuit sur leurs positions : Hannibal et ses fantassins libyens et espagnols campèrent sur la pente abrupte. Son infanterie légère se mit à couvert derrière les versants, et la cavalerie numide ainsi que les Gaulois se cachèrent près de l’endroit où débouchait la route dans la vallée et prirent place au petit matin. Quasiment imprévisibles, l’obscurité et le brouillard ont joué un rôle non négligeable dans cette entreprise. Lorsque Flaminius décide de la traversée du défilé au petit matin, il y avait beaucoup de brouillard, ce qui rendait le déplacement des Romains difficile. Cependant, ce qui handicape les Romains ne gêne aucunement les Carthaginois puisqu'ils sont postés en hauteur sur les collines où le brouillard ne sévit pas. Par ailleurs, cette position donne aux unités carthaginoises une vision plus large, et leur permet de se coordonner en créant un mouvement organisé contre les troupes romaines.

### Déroulement du combat
Quand Flaminius engage ses troupes dans l’étroit couloir le long de la rive, il ne se doute pas qu’il est observé par Hannibal et les Carthaginois, qui attendent le bon moment pour refermer le piège. Les Carthaginois sont organisés selon un plan bien précis, en quatre corps, de l’ouest vers l’est, d’abord les cavaliers, puis les Gaulois, puis les Baléares et Carthaginois, enfin les Ibères et les Africains. Ainsi tous les côtés du lieu étaient couverts de « mille endroits à la fois ». Et quand enfin les troupes de Flaminius comprirent qu’elles étaient prises dans une embuscade il était déjà trop tard pour elles ; elles ne purent se déployer et se mettre en ordre de bataille. L’avant-garde composée de 6 000 hommes environ fut vite séparée du gros de la troupe. Les hommes de celle-ci, comprenant ce qui se passait, s'éloignèrent précipitamment du champ de bataille et « se retirèrent sur un village d'Étrurie ».
De ce fait, Hannibal, qui avait eu la volonté de séparer les Romains par petits groupes, put les affaiblir pour mieux les neutraliser. Ils ne résistèrent que peu de temps surtout par le fait de la surprise. Cette « mort à l’improviste » créa une panique générale, et tant la « situation était confuse » qu'oubliant les principes qui régissaient leur armée (« ne pas fuir, ne pas abandonner son poste ») les Romains se lancèrent dans un sauve-qui-peut général, « perdant tout sang-froid et toute raison ». Ceux qui ne se sont pas fait massacrer dans les premiers instants de l’affrontement portèrent leurs espoirs sur la fuite, dont cependant les options étaient très limitées : certains préférèrent se jeter dans le lac, d’autres se rendirent présumant voir ainsi leurs vies épargnées, d’autres enfin choisirent de pénétrer dans le vallon et de traverser les lignes ennemies.
Il n'était plus question alors d’armée romaine tant le désordre régnait, chacun ne pensant plus qu’à sa propre vie, pas même à celle de ses camarades (« ne pouvaient porter secours aux leurs ») et pas plus à Rome qu’il fallait protéger. La violence des combats, qui durèrent près de trois heures, fut telle que les Romains « furent taillés en pièces », « sans pouvoir se défendre », « se noyèrent ».
Polybe et d’autres auteurs parlent d’un terrible tremblement de terre qui aurait sévi au même moment et qui aurait détruit de nombreuses villes italiennes mais que les soldats n’auraient pas ressenti, tant la violence des affrontements qu’ils subissaient était lourde.

## Conséquences du désastre

### Résultats
Après trois heures de violences les pertes sont lourdes du côté romain : le consul (la tête tranchée) et 15 000 soldats périrent massacrés au fil de l’épée ou noyés dans le lac et 15 000 prisonniers dont les soldats de l’avant-garde. 6 000 soldats à la tête de la colonne réussissent à percer et à s’échapper du piège, mais rattrapés par les cavaliers de Maharbal dans la nuit, ils sont capturés. Les captifs italiens ont été renvoyés sans la moindre demande de rançon : c’est la poursuite de la politique commencée à la Trébie rappelant qu’il leur apportait « la liberté », c’est là toute l’habileté politique d’Hannibal. La façon dont Hannibal traite ses prisonniers demeure très discutée. Les conditions de leur reddition sont incertaines. Selon Polybe, « ils déposèrent les armes et se rendirent à condition d’avoir la vie sauve », cependant Tite-Live (qui dit que les Romains sont libérés) ne donne pas la même version. Polybe se rapproche plus de la réalité puisque les historiens affirment eux aussi que Maharbal avait pris l’initiative de leur accorder la vie sauve s’ils se rendaient.
Mais Hannibal, en opposition avec cette décision, leur déclara que Maharbal n’avait aucunement le droit de promettre cela et les prisonniers romains furent moins chanceux puisqu’ils furent capturés en majeure partie. D’un autre côté, les pertes carthaginoises sont nettement moindres, approximativement entre 1 500 et 2 500 hommes, en majorité des Gaulois à qui on fait donner tout de même une sépulture. Selon les auteurs, les Gaulois étaient les moins disciplinés de l’armée carthaginoise, ce qui en faisait des cibles faciles. Cependant, un autre point de vue fut avancé : en effet il a été dit qu’en réalité Hannibal accordait moins d’importance à cette fraction de son armée qui ne lui semble absolument pas indispensable à la réussite de son projet (en comparaison aux Espagnols, Africains ou Ibères).

### Conséquences
Ce conflit ne se conclut pas après les trois heures de bataille, en opposition avec le point 15 de Polybe qui affirme que le combat se termine. Puisque, peu de temps après, l’armée de Servilius arrive à marche forcée, par la Via Flaminia, au secours certes tardif de son collègue. Mais Maharbal et la cavalerie punique envoyés par Hannibal, qui avait prévu cette éventualité, partent à sa rencontre et anéantissent l’avant-garde romaine de 4 000 cavaliers commandée par le propréteur Gaius Centenius (en), dans la bataille des marais de Plestia, qui tourna également à un désastre romain. Cette situation présentait pour Rome de nombreux dangers puisque Hannibal venait d’écarter à la fois Flaminius, mais aussi l’avant-garde de Servilius (qui lui se trouvait bien en arrière) et donc la route vers Rome était ouverte.
La terrible nouvelle arrive en un temps record aux portes de Rome, où il fallut informer de l’inconcevable : « Nous avons été vaincus, annonça le préteur Marcus Pomponius Matho, dans une grande bataille ». La première réaction fut de la stupeur, selon Polybe et pire selon Silius Italicus « la peur se déchaîna et la panique aggrava la tourmente ». Aucun détail ne fut donné au peuple romain quant à la sévérité de la défaite subie à Trasimène, mais des renseignements officieux apprirent que le consul avait péri et que l’armée fut quasi exterminée et que ceux qui malgré tout avaient réussi à échapper au massacre étaient prisonniers d’Hannibal ou erraient en Étrurie. La surprise et le doute s’emparèrent de la population.